# ヴォーヌ＝ロマネAOC
ヴォーヌ＝ロマネ （Vosne-Romanée）は、フランスワインの1つ。生産地のヴォーヌ＝ロマネの行政上は、ボーヌ郡ニュイ・サン・ジョルジュ小郡に属すが、ワインの産地名ではコート・ド・ニュイ地区に属す。
面積369ha, 人口460人の小さな村であるが、40以上の生産者があり、特級畑も6つある。ロマネ・コンティを始め、ピノ・ノワール種から作られる赤ワインはどれも優れたものである。

## 村内の特級畑
- Romanée-Conti:ロマネ・コンティ
- La Romanée: ラ・ロマネ
- La Tâche: ラ・ターシュ
- Richebourg: リシュブール
- Romanée-Saint-Vivant: ロマネ・サン・ヴィヴァン
- La Grande Rue: ラ・グランド・リュー